# Karl Schulz (Fußballspieler, August 1901)
Karl Schulz (* 11. August 1901 in Kiel; † 9. März 1971), mit Spitzname „Cally“, war ein deutscher Fußballspieler.

## Karriere

### Vereine
Schulz gehörte von 1920 bis 1935 Holstein Kiel an und galt als grob angreifender Mittelstürmer, der seine Gegner oftmals mit Härte anging. Bis 1933 spielte er in den vom Norddeutschen Fußball-Verband organisierten Meisterschaften in der regional höchsten Spielklasse unter wechselnden Namen. Aus der Kreisliga Nordkreis ging er am Saisonende 1921/22 als Sieger hervor und beendete die Endrunde um die Norddeutsche Meisterschaft als Zweiter hinter dem Hamburger SV. Bis Saisonende 1927/28 häuften sich die regionalen Erfolge. Die Saison 1928/29 wurde mit der vorangegangenen Fußball-Revolution in der leistungsdichteren Zehnerrunde gespielt, von denen die ersten sechstplatzierten Mannschaften um die Norddeutsche Meisterschaft spielten; ab der Saison 1929/30 in sechs Bezirken in jeweils sechs “Oberligen”. Mit der errungenen Norddeutschen Meisterschaft der Jahre 1926 und 1927 nahm er mit der Mannschaft an der sich jeweils anschließenden Endrunde um die Deutsche Meisterschaft teil und erzielte in fünf Spielen fünf Tore. Sein größter Erfolg mit der Mannschaft war die 1930 errungene Vizemeisterschaft, obwohl er in der Endrunde nicht eingesetzt worden war.
Die letzten beiden Spielzeiten bestritt er in der Gauliga Nordmark, in einer von zunächst 16, später auf 23 aufgestockten Gauligen zur Zeit des Nationalsozialismus als einheitliche höchste Spielklasse im Deutschen Reich und schloss diese mit seinem Verein als Drittplatzierter ab.

### Nationalmannschaft
Schulz wurde 1925 auf einer Skandinavienreise der Nationalelf bei der 0:1-Niederlage gegen die Nationalmannschaft Schwedens am 21. Juni in Stockholm und beim 5:3-Sieg über die Nationalmannschaft Finnlands am 26. Juni in Helsinki eingesetzt und kam in beiden Spielen gemeinsam mit seinen Vereinsmitspielern Oskar Ritter, Kurt Voß und August Werner zum Einsatz.

## Erfolge
- Zweiter der Deutschen Meisterschaft 1930
- Norddeutscher Meister 1926, 1927, 1930
- Zweiter der Norddeutschen Meisterschaft 1922, 1923, 1928, 1929, 1931, 1932
- Schleswig-Holsteinischer Meister 1923, 1924, 1925, 1926, 1927, 1928, 1930, 1931, 1932, 1933
- Nordkreismeister 1922

## Sonstiges
Schulz trat zum 1. Mai 1933 der NSDAP bei (Mitgliedsnummer 2.732.828). Nach seiner Karriere blieb er dem Fußball auch weiterhin treu und bekleidete später das Amt des Schatzmeisters des Landessportverbandes Schleswig-Holstein. Der den Beruf des Rechtsanwalts ausübende Schulz, verfasste in seiner Freizeit Gedichte.